# 封浜鎮
封浜鎮是中華人民共和國上海市嘉定區一個已不存在的鄉鎮。封浜鎮名稱來源自封浜，明朝時形成集鎮。清朝道光三年（1823年），因賑災需要，清朝設立封浜廠。宣統元年（1909年）更名為封浜鄉。1949年5月，隸屬於嘉定縣第一鄉鎮聯合辦事處。同年10月劃歸紀王區。1950年，紀王區撤銷後，劃歸南翔區。1956年劃歸紀王鄉。1958年1月劃歸南翔鄉。同年9月，南翔鄉成為南翔人民公社。1959年，封浜人民公社成立。1983年，更名封浜鄉。1993年更名為封浜鎮。2001年，封浜镇併入江桥镇。